# Aeolis (Gradfeld)
Das Aeolis-Gradfeld gehört zu den 30 Gradfeldern des Mars. Sie wurden durch die United States Geological Survey (USGS) festgelegt. Die Nummer ist MC-23, das Gradfeld umfasst das Gebiet von 180° bis 225° westlicher Länge und von −30° bis 0° südlicher Breite. Es ist bekannt für zwei bekannte Landeorte, die Spirit (Raumsonde) bei 14° 34′ 18,5″ S, 175° 28′ 42,6″ O im Gusev-Krater am 4. Januar 2004, und das Mars Science Laboratory im Gale Krater bei 4° 35′ 30,5″ S, 137° 26′ 24,9″ O am 6. August 2012.